# Fehércsőrű bozótkakukk
A fehércsőrű bozótkakukk (Centropus menbeki) a madarak osztályának kakukkalakúak (Cuculiformes) rendjébe, ezen belül a kakukkfélék (Cuculidae) családjába tartozó faj.
Magyar neve forrással nincs megerősítve.

## Rendszerezése
A fajt René Primevère Lesson és Prosper Garnot írták le 1828-ban.

## Alfajai
- Centropus menbeki aruensis (Salvadori, 1878)
- Centropus menbeki menbeki Lesson & Garnot, 1828[2]

## Előfordulása
Új-Guinea szigetén, Indonézia és Pápua Új-Guinea területén honos. Természetes élőhelyei a szubtrópusi vagy trópusi síkvidéki esőerdők és cserjések. Állandó, nem vonuló faj.

## Megjelenése
Testhossza 60-67 centiméter. Mint neve is mutatja fehér a csőre.

## Életmódja
Kisebb gerinces állatokkal (kígyókkal, békákkal, madarakkal) és ízeltlábúak táplálkozik.

## Természetvédelmi helyzete
Az elterjedési területe nagyon nagy, egyedszáma pedig stabil. A Természetvédelmi Világszövetség Vörös listáján nem fenyegetett fajként szerepel.